# Gavin Carragher
Gavin Carragher, född 17 juli 1933, är en australisk friidrottare. Han deltog vid olympiska sommarspelen 1956.